# Chiesa di San Nicola (Cotronei)
La chiesa di San Nicola Vescovo è il principale luogo di culto cattolico situato a Cotronei, in provincia di Crotone.

## Storia
La chiesa venne eretta per la prima volta nel 1535 ma nei secoli successivi fu oggetto di numerosi restauri, fino a presentare la caratteristica facciata in pietra a vista.

## Descrizione
La chiesa è un complesso architettonico costituito da almeno sei parti diverse tra cui la facciata, la navata centrale, la navata laterale destra, la navata laterale sinistra, la navata presbiterale e il piano sottostante. La facciata presenta altezze diverse, con marcapiani, colonne e trabeazioni in muratura di pietra e calce a volte listata con mattoni. Il primo ordine di colonne cilindriche leggermente rastremate è costituito da dieci elementi disposti simmetricamente e intervallati da due nicchie, ciascuna perimetrata da una cornice realizzata con conci di mattone. Il primo ordine di colonne sorregge una trabeazione realizzata in mattoni e pietra, su cui poggia un secondo ordine di colonne cilindriche rastremate con capitelli che sostengono una terza cornice in mattoni e pietra. La parte terminale della facciata accenna a un terzo ordine di lesene rettangolari o di basi per statue, anche se la prima sorregge una statua in pietra. La parte finale della facciata è tuttavia incompleta a causa di un crollo avvenuto durante il terremoto del 1832. La teoria sostiene che il campanile facesse parte della vecchia facciata della chiesa, mentre la nuova facciata è stata adattata alla parete perimetrale del campanile; seguendo tale ipotesi, dunque, la costruzione del campanile non è stata modificata, ma la nuova facciata è stata progettata in modo da essere allineata con il campanile esistente.